# Polia argentina
Polia argentina är en fjärilsart som beskrevs av Adrian Hardy Haworth 1809. Polia argentina ingår i släktet Polia och familjen nattflyn. Inga underarter finns listade i Catalogue of Life.